# Одесміськелектротранс
«Одесміськелектротранс» — комунальне підприємство, основним напрямом діяльності якого є перевезення пасажирів в місті Одеса. Є найстарішим підприємством міста.

## Основна інформація
Станом на травень 2021 року пасажирські перевезення здійснюються за 8 тролейбусними та 16 трамвайними маршрутами.
16 червня 2017 року ВАТ «Керуюча компанія холдингу „Белкоммунмаш“» виграла тендер на поставку до Одеси 47 тролейбусів БКМ 321 за рахунок кредитних коштів Європейського банку реконструкції та розвитку. Вартість контракту склала 8 млн 37 тис. євро. До кінця 2018 року надійшли усі 47 тролейбусів.
Восени 2018 року Міністерство інфраструктури України дало дозвіл на виділення Одесі кредиту ЄБРР на магістральну трамвайну лінію «Північ — Південь». В рамках реалізації цього проекту запланована закупівля 37 зчленованих нових трамвайних вагонів з низькою підлогою. Можливо, що їхнє виробництво буде частково локалізовано в Одесі. Крім закупівлі нових трамваїв за кредитні кошти, в Одесі і надалі власними силами будуються трамваї Т3 КВП Од «Одіссей» у вагонно-ремонтних майстернях. На 2019 рік було заплановано виробництво сучасних багатосекційних трамваїв за чеськими проектами. 14 вересня 2019 року було представлено перший багатосекційний трамвай Одеси K3R-N-Од «Одіссей Макс», який працює на маршруті № 26 до запуску маршруту Північ-Південь.
16 грудня 2022 року було підписано договір на закупівлю 13 нових багатосекційних низькопідлогових трамваїв. Серед трьох учасників переможцем стала українська компанія Татра-Юг з вагоном К-1Т306. 20 грудня 2023 року в мережі з'явились фото вагона в корпоративних кольорах. Це перший вагон із запланованих 13, які місто отримає в рамках контракту з Європейським інвестиційним банком[6][7][8]. 22 грудня 2023 року було доставлено перший трамвай.

## Рухомий склад

### Трамвайні вагони
- Трамвайний вагон Tatra T3A
- Трамвайний вагон Tatra T3SU
- Трамвайний вагон Tatra T3R.P
- Трамвайний вагон Татра Т3UA3 «Каштан» з частково низьким рівнем підлоги
- Трамвайний вагон К-1
- Трамвайний вагон К-1М з частково низьким рівнем підлоги
- Трамвайний вагон МТВ-82
- Трамвайний вагон T3 КВП Од «Одіссей» з частково низьким рівнем підлоги
- Трисекційний трамвай К3R-N-Од Odissey Max з частково низьким рівнем підлоги
- Трисекційний трамвай К-1Т306 з повністю низьким рівнем підлоги

### Тролейбуси
- Богдан Т70117
- БКМ-321
- ЗіУ-682
- ВЗТМ-5284
- ЮМЗ Т1
- ЮМЗ Т2
- Тролза-5265.00 «Мегаполис»
- Škoda 14TrM
- Škoda 21Tr
- Škoda 21Tr КВП ОД

### Автобуси
- Mercedes-Benz O530G Citaro Citaro facelift G

## Структура
КП «Одесміськелектротранс» складається з таких структурних підрозділів:

### Дирекція КП «Одесміськелектротранс»
- Планово-економічне управління
- Управління правового забезпечення
- Управління кадрів та соціальних питань
- Управління бухгалтерського обліку та фінансової звітності
- Управління оплати праці
- Управління з питань надзвичайних ситуацій та цивільного захисту
- Управління з питань технічної політики на транспорті
- Управління з питань охорони праці та безпеки руху
- Управління забезпечення кредитно-лізингових програм
- Управління пасажирських перевезень
- Управління організації виробничих процесів електротранспорту
- Управління організації виробничих процесів автотранспорту
- Фінансове управління
- Контрольно-ревізійне управління

### Відокремлені підрозділи
- Служба організації руху
- Фунікулер
- Служба колії
- Служба матеріально-технічного забезпечення
- Дитячий лікувальний оздоровчий центр «Кристал»
- Музей
- Служба утримання об'єктів допоміжної інфраструктури

### Філії
- Тролейбусне депо
- Трамвайне депо № 1
- Трамвайне депо № 2| Одесміськелектротранс у соціальних мережах |                                          |
|                                            | Одесміськелектротранс на сайті Facebook  |
|                                            | Одесміськелектротранс на сайті Instagram |